# Szepligetella tasmanica
Szepligetella tasmanica är en stekelart som först beskrevs av John Obadiah Westwood 1841.  Szepligetella tasmanica ingår i släktet Szepligetella och familjen hungersteklar. Inga underarter finns listade i Catalogue of Life.